# Герб Советского городского округа (Ставропольский край)
Герб Советского городского округа Ставропольского края Российской Федерации — опознавательно-правовой знак, служащий официальным символом муниципального образования.
Ныне действующий герб первоначально был утверждён 25 апреля 2007 года как герб Советского муниципального района Ставропольского края и 6 июля 2007 года внесён в Государственный геральдический регистр РФ с присвоением регистрационного номера 3465.
12 июля 2018 года переутверждён как герб Советского городского округа Ставропольского края.

## Описание
Герб муниципального образования составлен в соответствии с правилами геральдики и отражает исторические, культурные, социально-экономические, национальные и иные местные традиции городского округа.
Геральдическое описание герба гласит:

В поле, скошенном серебром и червленью, между процветшими лилиями переменных цветов, положенными поверх деления сообразно щиту, — волнистый пояс, переменяющий цвет с серебра в финифти на лазурь в металле и опрокинуто-пронзённый в левую перевязь золотым мечом.— Решение совета депутатов Советского городского округа от 12 июля 2018 года № 148

## Обоснование символики
Волнистый пояс переменных цветов символизирует реку Куму, по обоим берегам которой расположена территория муниципального образования. В свою очередь, разделение пояса на серебро и лазурь призвано символизировать границу между Европой и Азией, проходящую по Кумо-Манычской впадине.
Две лилии олицетворяют слободу Александровскую (позднее — село Воронцово-Александровское) и село Новогригорьевское, положившие начало городу Зеленокумску — административному центру Советского городского округа. Расположение сёл по берегам Кумы друг напротив друга аллегорически показано расположением лилий на щите относительно пояса.

Слобода Александровская была заселена переселенцами из имений графа Воронцова. Это символически отражено в гербе лилиями, которые присутствуют на графском гербе. Процветшая лилия является символом славы и плодородия. В те далёкие времена недалеко от Зеленокумска, в районе г. Георгиевска, проходил левый фланг Кавказской военной линии. Все это символически отражено в гербе диагональным разделением герба (аналогично по цветовому решению гербу графа Воронцова) и изображением золотого меча. Положение меча остриём вниз символизирует мирный характер местного населения.— Решение совета депутатов Советского городского округа от 12 июля 2018 года № 148
Содержательную идею герба Советского городского округа также отражают тинктуры поля щита и фигур. Серебро (белый цвет) — символ открытости, совершенства, благородства, взаимопонимания. Червлень (красный цвет) — символ мужества, жизнеутверждающей силы и красоты, праздника. Лазурь (голубой цвет) — символ возвышенных устремлений, искренности, преданности, возрождения. Золото (жёлтый цвет) — символ высшей ценности, величия, великодушия, богатства, урожая.

## История

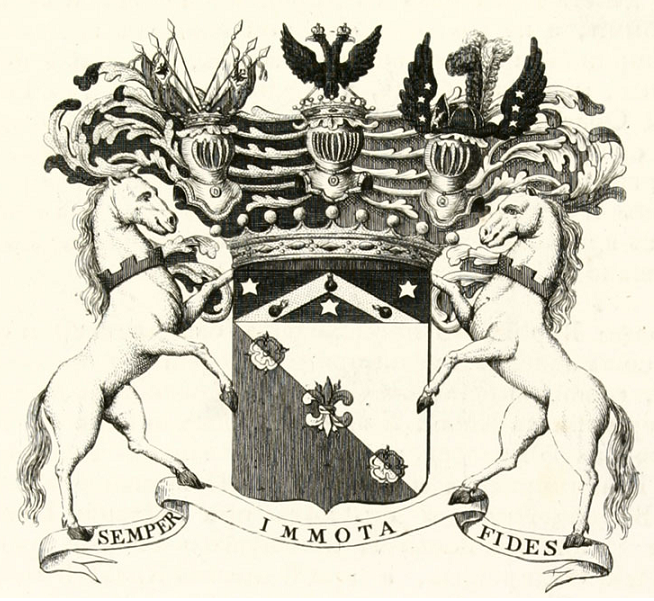
Герб рода графов Воронцовых (иллюстрация из «Общего гербовника дворянских родов Российской империи»)

В конце декабря 2006 года на заседании совета депутатов Советского муниципального района был рассмотрен вопрос о принятии официальных символов муниципального образования. Глава района А. И. Коберняков представил два подхода к концепции герба, подготовленные авторским коллективом, привлечённым к работе над символикой. Согласно первой концепции в герб предлагалось поместить изображение ископаемого носорога — эласмотерия (череп этого уникального животного был обнаружен во время раскопок в карьере Зеленокумского кирпичного завода). Другой концептуальный подход основывался на использовании символических образов Кавказской линии, реки Кумы и элементов герба графа А. Р. Воронцова, которому в 1788 году были пожалованы земли на её правом берегу. Вариант герба с фигурой носорога в качестве символа района был сразу отвергнут членами совета. Второй проект получил положительные отзывы, однако также не был утверждён, поскольку у депутатов имелись собственные предложения по данному вопросу. В итоге Совет принял решение перенести обсуждение районной символики на более поздний срок, пригласив для участия в нём и оказания необходимых консультаций специалистов в области геральдики.
25 апреля 2007 года, после рассмотрения проектов положений о гербе и флаге Советского муниципального района, а также заключения Геральдического совета при Президенте Российской Федерации, проводившего экспертизу районной символики, депутаты совета утвердили официальные символы муниципального образования и приняли решение направить их на регистрацию в государственную Герольдию. Утверждённый в качестве официального символа герб был исполнен при участии Союза геральдистов России авторским коллективом в составе: Алексей Коберняков (Зеленокумск), Константин Мочёнов (Химки), Оксана Фефелова (Балашиха), Оксана Афанасьева (Москва), Галина Русанова (Москва), Вячеслав Мишин (Химки).

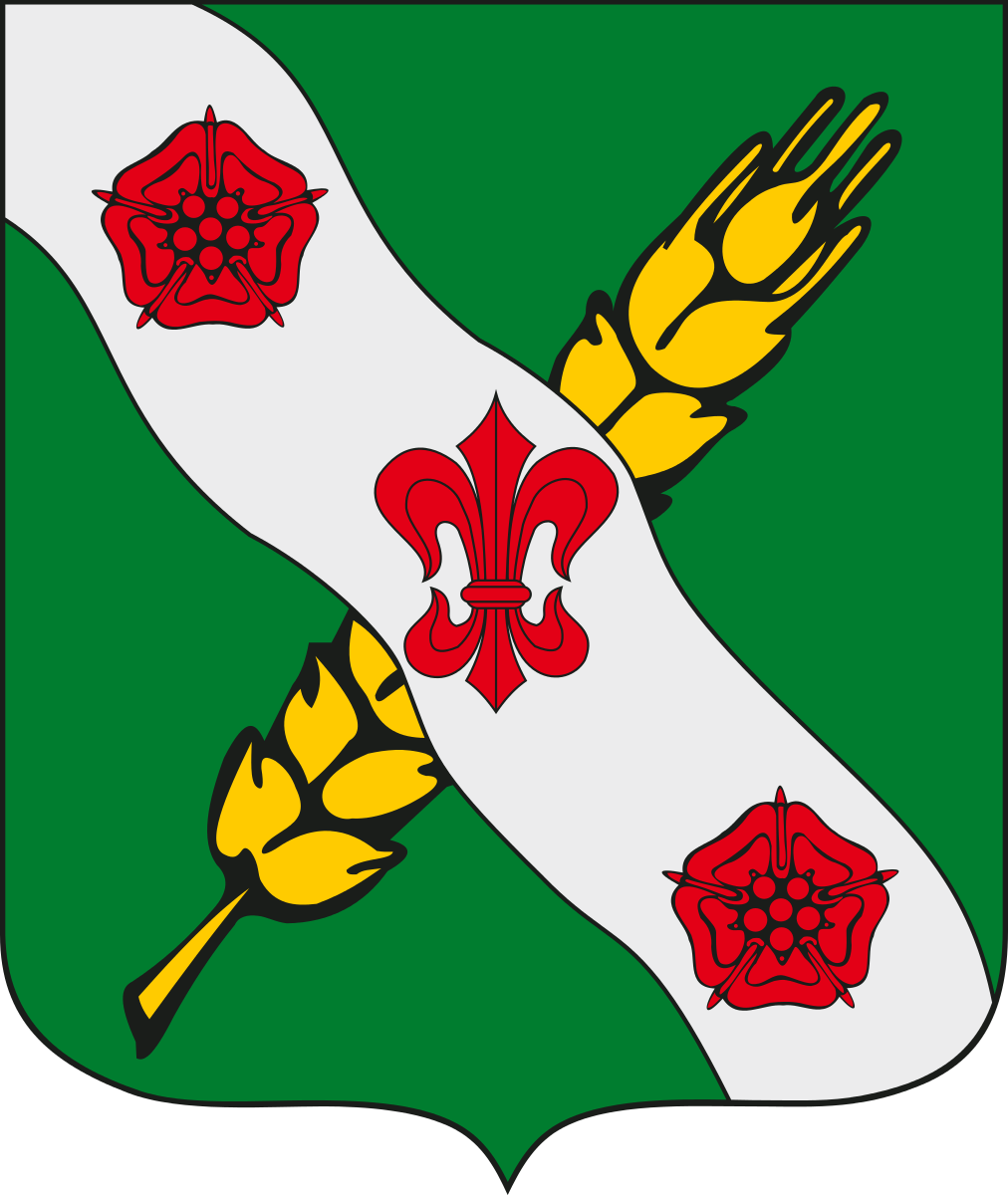
Герб муниципального образования города Зеленокумска Ставропольского края

Композиция герба района частично основывалась на идее разработанного ранее герба города Зеленокумска и включала символы «реки Кумы, которая на протяжении многих столетий привлекала сюда людей», «Кавказской военной линии», а также элементы «герба графа Воронцова». «Лилии из герба Воронцова» дали повод бывшему редактору бюллетеня «Вестник геральдиста» Галине Туник упрекнуть автора обоснования символики герба Советского района в «небрежности, граничащей с невежеством». В своей статье «Геральдика, разнообразная и сложная», опубликованной в 2009 году в сетевом научно-культурологическом журнале «Relga», Туник указала на ошибку, допущенную при составлении текста обоснования. По её мнению, изображение лилии было заимствовано «не из графского герба, а из герба рода графов Воронцовых. Это именно родовой герб, а не конкретно графский. И лилия в гербе графов Воронцовых одна, а две другие — розы».
Герб мог воспроизводиться в двух версиях — без короны и со статусной территориальной короной (версия с короной применяется после принятия Геральдическим советом при Президенте РФ соответствующего порядка включения в гербы муниципальных образований изображения статусных территориальных корон).
После прохождения экспертизы в Геральдическом совете при Президенте РФ и утверждения районным Советом депутатов герб Советского муниципального района Ставропольского края и разработанный на его основе флаг были внесены в Государственный геральдический регистр (герб — под номером 3465, флаг — под номером 3466).

## Современный герб
1 мая 2017 года все муниципальные образования Советского района были объединены в Советский городской округ.
Решением совета депутатов Советского городского округа Ставропольского края от 12 июля 2018 года № 148 герб и флаг Советского муниципального района, утверждённые 25 апреля 2007 года, были установлены в качестве официальных символов одноимённого городского округа.